# Kukës
För andra betydelser, se Kukës (olika betydelser).

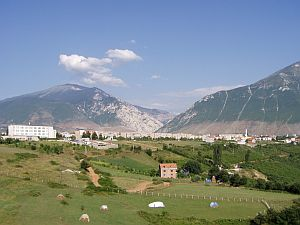
Vy över Kukësi.

Kukës (albanska: Kukës med böjningsformen Kukësi) är en stad och kommun i mellersta Albanien; centralort för Kukësprefekturen. Staden hade 16 000 invånare år 2003.
Kukësi har förmodligen den vackraste inramningen bland Albaniens städer. Staden ligger högt över Fierzasjön, rätt under den kala, 2486 meter höga, toppen av berget Gjalica.
Den gamla staden låg tidigare i sammanflödet av floderna Vita Drin från Kosovo, och Svarta Drin från Ohridsjön, men 1962 flyttades den till dess nuvarande plats när kommunistpartiet beslutade att det skulle byggas en kraftverksdamm ("Partiets ljus") och således ställa området under vatten.
Kukësi tog emot många flyktingar från Kosovokriget 1999, vilket ledde till att staden blev det första området i historien att nomineras till Nobels Fredspris.
Tre kilometer söder om staden ligger Kukës flygplats som planeras bli Albaniens andra internationella flygplats.